# Peter Andreas Heiberg

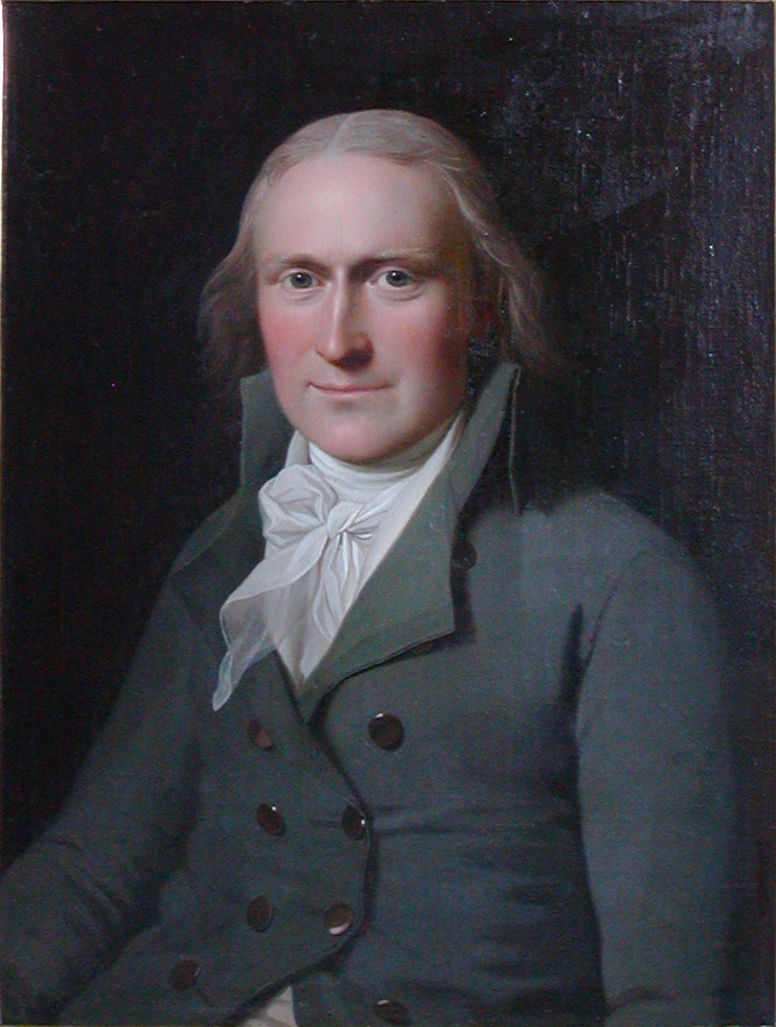
Peter Andreas Heiberg

Peter Andreas Heiberg (* 16. November 1758 in Vordingborg; † 30. April 1841 in Paris) war ein dänischer Satiriker.

## Leben
Peter Andreas studierte Philologie in Kopenhagen. Er veröffentlichte nach seinem Studium Rigsdaler-Sedlens Hændelser (Erlebnisse eines Reichstalerscheins) und begann damit seine kompromisslosen Anklagen gegen Adel und Bürgertum.
Seine satirischen Auseinandersetzungen mit dem Absolutismus wurden durch die Französische Revolution nur noch verstärkt. Heiberg kämpfte literarisch gegen den Feudalismus mit Liedern, Singspielen und politischen Streitschriften.
Nach mehreren Gerichtsverfahren wurde Heiberg 1800 seiner politischen Haltung wegen aus Dänemark ausgewiesen. Er ging nach Paris und arbeitete fortan als Dolmetscher für Frankreich.
Peter Andreas Heiberg war der Vater von Johan Ludvig Heiberg.

## Werke
- Indtogsvise (1790)
- Rigdsdaler-Sedlens haendelser (1787/93)
- Sprog-Grandskning (1798)
- De vonner og vanner (1793)